# Experimental/Enhanced GNU Compiler System
EGCS (Experimental/Enhanced GNU Compiler System) è un compilatore nato da un fork di GCC nel 1997 e reintegrato nell'aprile 1999.
Nel 1991 GCC 1.x raggiunse un punto di stabilità, ma le limitazioni dovute alla sua architettura non permettevano di introdurre gli ulteriori miglioramenti desiderati, così la Free Software Foundation iniziò lo sviluppo di GCC 2.x. Verso la metà degli anni novanta la FSF stessa iniziò a detenere un controllo talmente stretto sulle funzionalità introdotte che GCC 2.x divenne un esempio di "sviluppo a cattedrale", così come esposto nel famoso testo La cattedrale e il bazaar di Raymond.
Essendo GCC un progetto libero, gli sviluppatori che desiderano lavorare in altre direzioni, come l'implementazione di interfacce verso altri linguaggi diversi da C, furono liberi di sviluppare la propria versione del compilatore. I numerosi fork dimostrarono di essere inefficienti e male organizzati, e la difficoltà di produrre qualcosa di accettabile per il progetto GCC fu causa di frustrazione per molti.
Nel 1997 un gruppo di programmatori crearono EGCS, destinato a raccogliere diversi fork sperimentali in un singolo progetto. La lista dei progetti coinvolti include g77 (Fortran), PGCC (una versione di GCC ottimizzata per Pentium), numerosi miglioramenti per C++ e numerose varianti per diverse architetture e sistemi operativi.
Lo sviluppo di EGCS si dimostrò assai più vitale di quello di GCC, tanto che la FSF interruppe lo sviluppo del suo GCC 2.x e dichiarò EGCS la versione ufficiale di GCC. Con la release 2.95 del luglio 1999 i due progetti vennero nuovamente uniti assumendo l'attuale (2015) nome GCC.